# Jean-Pierre Delphis

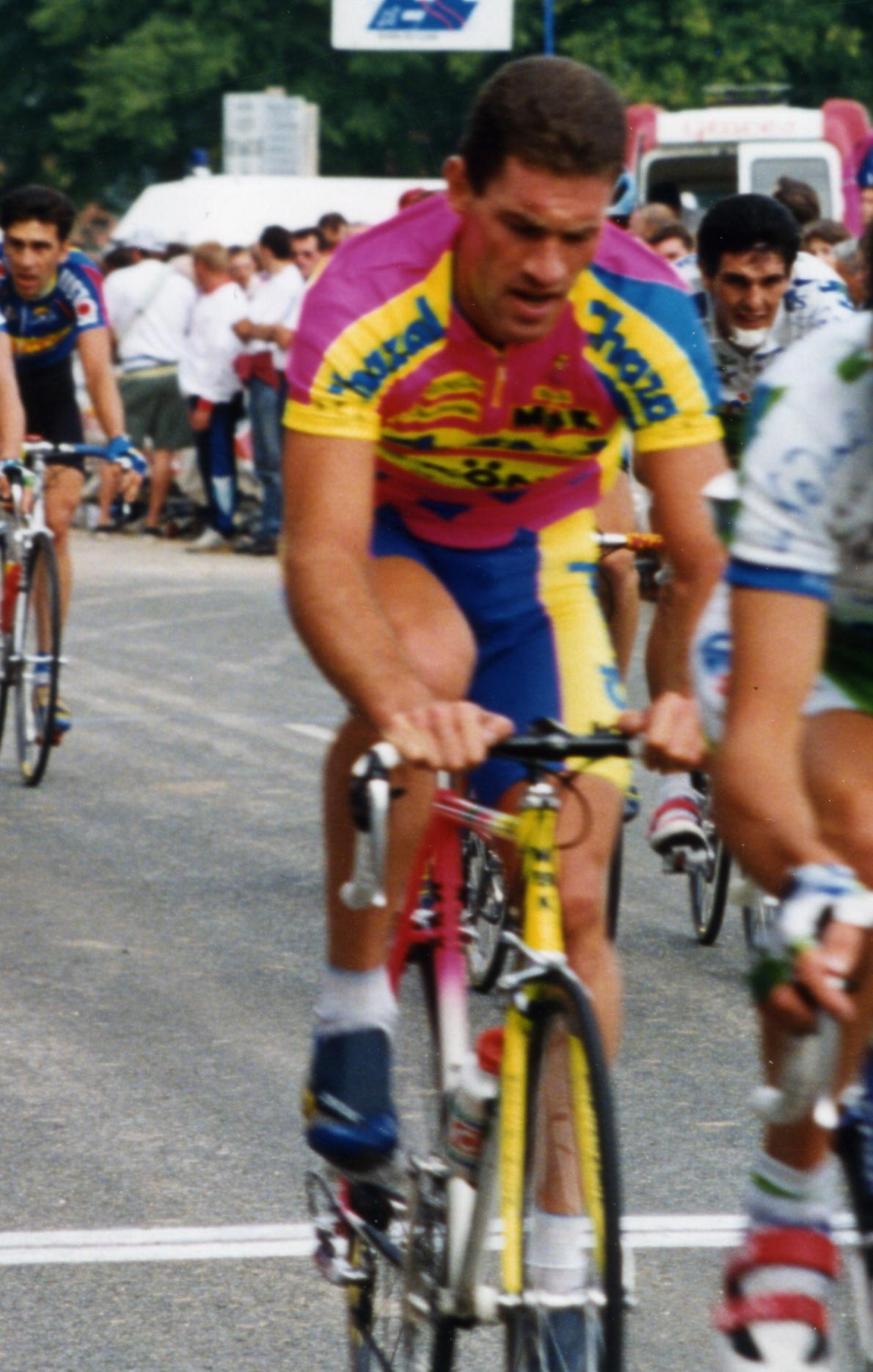
Jean-Pierre Delphis au Critérium de Lèves 1994

Jean-Pierre Delphis est un coureur cycliste français, né le 12 janvier 1969 à Aix-les-Bains. Il devient professionnel en 1992 et le reste jusqu'en 1996. 
Son fils Thomas Delphis est également coureur cycliste.

## Palmarès
- 1990
  - Champion du Lyonnais
  - Grand Prix Mathias Nomblot
- 1991
  - Champion du Lyonnais
  - 3e d'Annemasse-Bellegarde et retour
  - 3e du Tour du Chablais

## Résultats sur les grands tours

### Tour de France
1 participation
- 1993 : 108e